# Salvatierra (Meksyk)
Salvatierraⓘ – miasto w Meksyku, w stanie Guanajuato.